# تویوتا سلیکا
تویوتا سلیکا (‎/ˈsɛlɪkə/‎ or ‎/sɛˈliːkə/‎) (ژاپنی: トヨタ・セリカ هپبورن: Toyota Serika) (/ ˈ s ɛ l ɪ k ə / or / s ɛ ˈ l i: k ə /) (ژاپنی:トヨタ・セリカ، هپبورن: تویوتا سلیکا) یک خودروی تولید شده توسط تویوتا است که از ۱۹۷۰ تا ۲۰۰۶ تولید شده‌است. نام سلیکا از کلمه لاتین coelica به معنای "آسمان" یا "آسمانی" گرفته شده‌است. در ژاپن، سلیکا در انحصار فروشگاه زنجیره ای تویوتا کرولا بود.

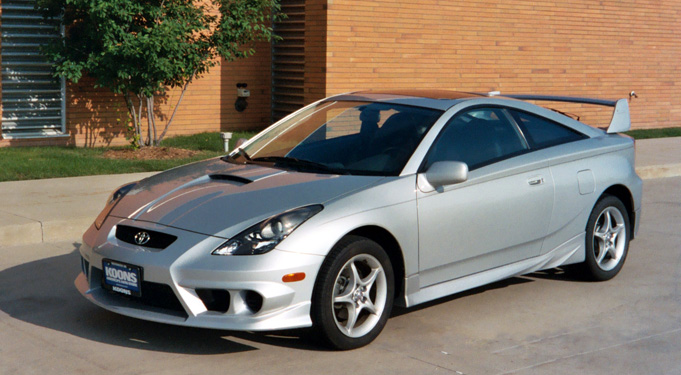
نمایی از خودروی تویوتا سلیکا - ۲۰۰۴

سلیکا که در هفت نسل تولید می‌شد، از موتورهای چهار سیلندر مختلف بهره می‌برد و بدنه‌های آن شامل کانورتیبل، لیفت‌بک، کوپه و کوپه ناچ بک بود.
در سال ۱۹۷۳، تویوتا اصطلاح Liftback را برای توصیف هاچ بک فست بک سلیکا ابداع کرد و از نام Liftback GT برای بازار آمریکای شمالی استفاده کرد.
مانند فورد موستانگ، کانسپت سلیکا برای ایجاد یک خودروی اسپرت با اتصال بدنه کوپه به شاسی و تجهیزات مکانیکی یک سدان با حجم بالا، در این مورد تویوتا کارینا بود. با این حال، برخی از روزنامه‌نگاران به دلیل برخی قطعات مکانیکی مشترک، بر اساس کرونا می‌دانند.
سه نسل اول سلیکاهای بازار آمریکای شمالی از انواع موتورهای سری R تویوتا استفاده می‌کردند. در آگوست ۱۹۸۵، طرح محرک خودرو از دیفرانسیل عقب به دیفرانسیل جلو تغییر یافت و مدل‌های توربوشارژر تمام چرخ متحرک از سال ۱۹۸۶ تا ۱۹۹۹ ارائه شدند. زمان‌بندی متغیر سوپاپ در برخی از مدل‌های ژاپنی از دسامبر ۱۹۹۷ شروع شد و از سال مدل ۲۰۰۰ در همه مدل‌ها استاندارد شد. در سال ۱۹۸۶، نوع شش سیلندر سلیکا-سوپرا به عنوان یک مدل جداگانه تولید شد و به سادگی به سوپرا تبدیل شد. نسخه‌های کمی تغییر یافته سلیکا نیز به عنوان تویوتا کرونا کوپه از طریق شبکه نمایندگی‌های Toyopet در دهه ۱۹۸۰ و به عنوان تویوتا کورن از طریق شبکه Vista در دهه ۱۹۹۰ به فروش می‌رسید.
طراحی ظاهری تویوتا سوپرا نیز برگرفته از همین خودرو میباشد
تویوتا سلیکا لیفت بک GT در سال ۱۹۷۶ برنده خودروی سال موتور ترند ( خودرو های وارداتی ) شد.